# Opération de Borozdinovskaïa
L'opération de Borozdinovskaïa était une opération menée par les forces russes dans la stanitsa Borozdinovskaïa, en Tchétchénie, le 4 juin 2005.

## Déroulement
Pendant la seconde guerre de Tchétchénie,, des membres du bataillon spécial Vostok, une unité ethnique tchétchène Spetsnaz du GRU russe, ont tué ou fait disparaître douze personnes dans le village de la minorité ethnique Avar de Borozdinovskaïa, près de la frontière avec le Daghestan. Des représentants des autorités fédérales russes ont exprimé leur indignation face à cet événement et le commandant de l'unité responsable a été condamné.